# Padre Pinto
José de Souza Pinto, SDV (Salvador, Bahia, 23 de março de 1947 — Salvador, 4 de abril de 2019) foi um padre da Igreja Católica da cidade de Salvador, capital da Bahia, que ficou conhecido por sua postura crítica aos paradigmas da igreja, causando não só espanto e grande escândalo mas também admiração popular de setores progressistas da igreja. Em uma cidade marcada pelo sincretismo religioso, onde o Catolicismo é mesclado há séculos com a Umbanda e o Candomblé, Padre Pinto ousou ir além da praxe católica baiana, marcada pelo ocultamento do africano, que, embora presente no íntimo dos fiéis, se revela apenas episodicamente - como nas festas que incluem lavagem da escada do Senhor do Bonfim, (referência a Xangô), onde tradições africanas são preponderantes. Padre Pinto expôs a maneira como grande parte dos fiéis já interpretam o culto católico na cidade, e, como sói acontecer em toda a história do Catolicismo com clérigos impetuosos e inovadores, sofreu ferrenha repressão por parte da rígida hierarquia da Igreja - ainda que contando com amplo apoio e simpatia popular. Acabou por ser afastado da Paróquia da Lapinha em Salvador pelo clero baiano.
Membro da Congregação do Verbo Divino, que reúne padres com talentos artísticos, artista plástico e bailarino, o Padre José Pinto confecciona seus próprios paramentos e vestes. Revelou-se para o país na Festa de Reis de 2006 (06 de janeiro), quando celebrou a missa com trajes característicos de Oxum, deusa das águas doces no Candomblé. Na mesma celebração, apresentou passos de dança também relacionados à religião Candomblé, Umbanda, bem como a dos povos indígenas do Brasil.
Padre Pinto, depois do episódio, participou de diversos programas de televisão, nas quais expôs críticas mordazes a Igreja Católica. Defendeu o fim do celibato, dentre outras mudanças que julga necessárias no rito católico. Em 21 de maio de 2006, após ampla repressão por parte da Igreja, revelou sua intenção de tornar-se pai de santo.
Produziu uma série de quadros sobre a Guerra de Canudos, em homenagem a Antônio Conselheiro, que foi doado ao Instituto Popular Memorial de Canudos, em Canudos, onde encontra-se em exposição permanente. Além disso, expôs quadros na Escola de Belas Artes da Universidade Federal da Bahia.
Em 2012, foi noticiado que Padre Pinto havia se reconciliado com o clero baiano. Voltando a atuar como padre, agora na Igreja de São Caetano, bairro de Salvador, levava uma vida tranquila, evitando chamar a atenção da mídia.
Morreu no dia 4 de abril de 2019 aos 72 anos. Ele havia sofrido um Acidente vascular cerebral em novembro do ano anterior.